# Oudalle
Oudalle és un municipi francès situat al departament del Sena Marítim i a la regió de Normandia. L'any 2007 tenia 357 habitants.

## Demografia

### Població
El 2007 la població de fet d'Oudalle era de 357 persones. Hi havia 134 famílies de les quals 16 eren unipersonals (8 homes vivint sols i 8 dones vivint soles), 51 parelles sense fills, 55 parelles amb fills i 12 famílies monoparentals amb fills.
La població ha evolucionat segons el següent gràfic:
Habitants censats

### Habitatges
El 2007 hi havia 137 habitatges, 132 eren l'habitatge principal de la família, 2 eren segones residències i 3 estaven desocupats. Tots els 135 habitatges eren cases. Dels 132 habitatges principals, 123 estaven ocupats pels seus propietaris, 5 estaven llogats i ocupats pels llogaters i 4 estaven cedits a títol gratuït; 3 tenien dues cambres, 9 en tenien tres, 25 en tenien quatre i 95 en tenien cinc o més. 120 habitatges disposaven pel capbaix d'una plaça de pàrquing. A 51 habitatges hi havia un automòbil i a 80 n'hi havia dos o més.

### Piràmide de població
La piràmide de població per edats i sexe el 2009 era:
| Homes | Edats   | Dones |
| ----- | ------- | ----- |
| 0     | 95 o +  | 0     |
| 0     | 90 a 94 | 0     |
| 0     | 85 a 89 | 0     |
| 4     | 80 a 84 | 0     |
| 0     | 75 a 79 | 4     |
| 4     | 70 a 74 | 0     |
| 16    | 65 a 69 | 12    |
| 4     | 60 a 64 | 4     |
| 16    | 55 a 59 | 8     |
| 12    | 50 a 54 | 24    |
| 24    | 45 a 49 | 24    |
| 12    | 40 a 44 | 16    |
| 20    | 35 a 39 | 4     |
| 4     | 30 a 34 | 12    |
| 4     | 25 a 29 | 4     |
| 16    | 20 a 24 | 4     |
| 24    | 15 a 19 | 20    |
| 16    | 10 a 14 | 8     |
| 8     | 5 a 9   | 16    |
| 4     | 0 a 4   | 12    |

## Economia
El 2007 la població en edat de treballar era de 250 persones, 175 eren actives i 75 eren inactives. De les 175 persones actives 169 estaven ocupades (96 homes i 73 dones) i 7 estaven aturades (2 homes i 5 dones). De les 75 persones inactives 37 estaven jubilades, 28 estaven estudiant i 10 estaven classificades com a «altres inactius».

### Ingressos
El 2009 a Oudalle hi havia 134 unitats fiscals que integraven 369,5 persones, la mediana anual d'ingressos fiscals per persona era de 20.563 €.

### Activitats econòmiques
Dels 54 establiments que hi havia el 2007, 1 era d'una empresa extractiva, 2 d'empreses de coc i refinatge, 7 d'empreses de fabricació d'altres productes industrials, 6 d'empreses de construcció, 6 d'empreses de comerç i reparació d'automòbils, 16 d'empreses de transport, 3 d'empreses d'hostatgeria i restauració, 4 d'empreses financeres i 9 d'empreses de serveis.
Dels 5 establiments de servei als particulars que hi havia el 2009, 1 era un taller de reparació d'automòbils i de material agrícola, 1 taller d'inspecció tècnica de vehicles, 1 electricista, 1 empresa de construcció i 1 restaurant.
L'any 2000 a Oudalle hi havia 6 explotacions agrícoles.

## Equipaments sanitaris i escolars
El 2009 hi havia una escola elemental integrada dins d'un grup escolar amb les comunes properes formant una escola dispersa.

## Poblacions més properes
El següent diagrama mostra les poblacions més properes.